# S12 (Georgien)
Saertaschorisso mnischwnelobis gsa S12 (georgisch: საერთაშორისო მნიშვნელობის გზა ს-12) ist eine 57 Kilometer lange Fernstraße in Georgien. Die Straße beginnt an der S1 in Samtredia und verläuft über Lantschchuti bis zur S2 bei Grigoleti am Schwarzes Meer und ist damit eine schnellere und 20 km kürzere Strecke Verbindung zwischen Tiflis und Batumi als die Route über Senaki und Poti. Die Straße führt durch die Regionen Imeretien und Gurien und ist die gesamte europäische E692. Der größte Teil der S12 ist eine zweispurige Straße durch Dörfer und Städte, ein begrenzter Teil ist seit 2020 eine Autobahn. Der Ausbau der gesamten S12 zu einer Autobahn ist im Gange, erfährt jedoch erhebliche Verzögerungen.

## Geschichte
Zu Zeiten der Sowjetunion hatte die Straße S12 keine wichtige Funktion und bestand seit 1982 aus drei R-Strecken. Mit der Überarbeitung des georgischen Straßennummernsystems im Jahr 1996 wurde die Strecke jedoch als S12 in die höchste Kategorie aufgenommen. Ursprünglich wurde die S12 als „S12 Samtredia-Lanchkhuti-Ureki“ bezeichnet, aber in späteren Jahren wurde das westliche Ende der Straße einen Kilometer nach Grigoleti verlegt. Die S12 dient hauptsächlich als Verkürzung und Verbesserung der Strecke von Tiflis nach Batumi, eine wichtige Hafenstadt in der Autonomen Republik Adscharien, und integriert die Region Gurien in das georgische Fernstraßennetz.

## Verlängerung zur Autobahn

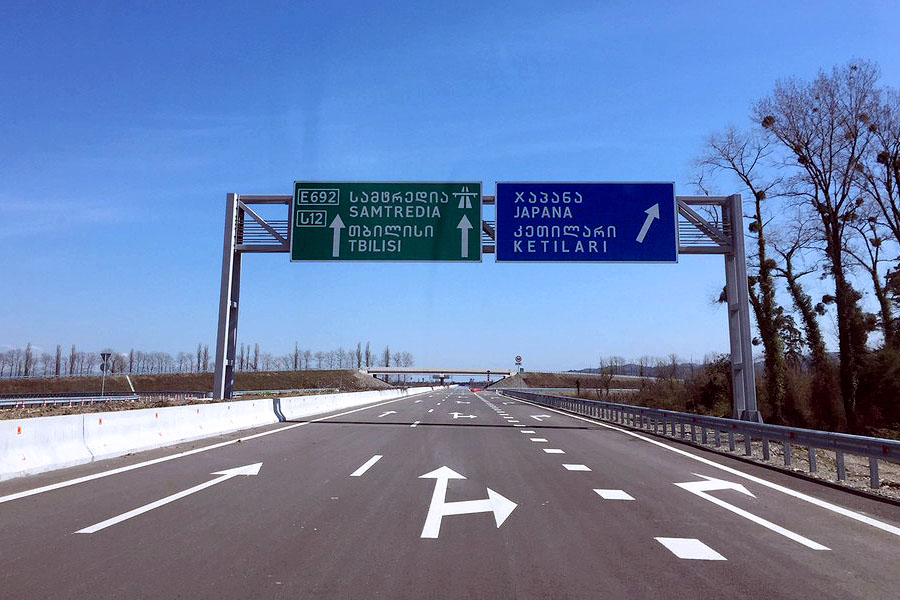
Neue Autobahn zwischen Japana und Lantschchuti

Nach Erkundungen im Jahr 2009 und Einholung finanzieller Unterstützung wird die S12 seit 2014 auf ihrer gesamten Länge zu einer zweispurigen Autobahn in beiden Richtungen ausgebaut. Die Europäische Union unterstützt das Projekt mit einem Darlehen der Europäischen Investitionsbank und einem Zuschuss.
Das Projekt ist in vier Lose unterteilt, und Teil des großen East-West-Highway-Projekts. Dieses ehrgeizige Projekt zielt darauf ab, einen mehr als 450 Kilometer langen Ost-West-Verkehrskorridor durch Georgien auf höhere Standards aufzurüsten und Aserbaidschan, Armenien und die Türkei über die georgischen Teile der europäischen Routen E60 und E70 zu verbinden. Dadurch soll auch die Position Georgiens als Verkehrsknotenpunkt im Südkaukasus gestärkt werden. Das Ost-West-Autobahnprojekt umfasst auch die S1 zwischen Tiflis und Samtredia, die S2 zwischen Grigoleti und der türkischen Grenze bei Sarpi, die S4 zwischen Rustavi und der aserbaidschanischen Grenze und die S7 zur armenischen Grenze.
Die S12 wird auf ihrer gesamten Länge nach Norden verlegt, um vollständig außerhalb der bebauten Gebiete zu liegen. Durch diese Verlegung wird die Autobahn auf 51,5 Kilometer verkürzt und die Fahrtstrecke nach Batumi um weitere 2 Kilometer verkürzt, indem die S2-Kreuzung weiter nach Süden verlegt wird. Das Gelände ist auf den ersten Blick einfach und flach. Das Haupt-Bauwerk ist eine neue lange Brücke über die Rioni, die sich in Lot 1 befindet. Der erste Abschnitt von 18,5 Kilometern (Lot 2) zwischen Japana und Lantschchuti wurde im Sommer 2020 fertiggestellt, davon sind 14 Kilometer als Autobahn für den Verkehr freigegeben. Die verbleibenden drei Strecken haben eine unbekannte Verzögerung mit unterschiedlichem Fortschritt.

## Ortschaften entlang der Strecke
- Samtredia
- Lantschchuti
- Supsa